# Amm
Amm (altsüdarabisch ʿm „Onkel (väterlicherseits)“) war der Reichsgott des altsüdarabischen Reiches Qataban. Beinamen wie „der Zunehmende“, „der Strahlende“ und ähnliche weisen deutlich auf seine Eigenschaft als Mondgott. Daneben scheint es sich bei ihm auch um einen Wettergott gehandelt zu haben. Seine Eigenschaft als Staatsgott  ergibt sich aus Formeln, die den qatabanischen Mukarrib als Sohn des Amm bezeichnen sowie aus seiner Stellen in Götteranrufungen. In den offiziellen Anrufungen folgte Amm die Gottheit Anbay.
Bedeutende Kultstätten befanden sich unter anderem in Daman in der nördlichen Dathina, in der qatabanischen Hauptstadt Timna und im Wadi Labach nahe Timna, wo Amm bzw. dessen tempel Grundbesitz verpachtete.
Außerhalb von Südarabien finden sich Erwähnungen des Amm auch bei den Thamud sowie in vereinzelten nordarabischen Orten.